# 프랑스 유럽외교부
유럽외교부(프랑스어: Ministère de l'Europe et des Affaires étrangères 미니스떼흐 드 류홉 에 데 자뼤흐 에뜨항제흐[*])는 프랑스 정부의 부처이다.

## 역사
1547년에 프랑스 왕실 산하 기구로 탄생하였다.
1980년대에는 잠시 대외관계부(Ministry of External relations)로 명명되었으며, 최근까지 외무국제개발부로 불리기도 하였다.
비공식적으로 Quai d'Orsay 라고 불리고 있다.

## 구성
- 장관 내각
- 장관 내각실
- 재정관리실 (CBCM)
- 외교운영실 (IGAE)
- 전략실 (DP)
- 의전실(The Protocole)
- 위기관리실(CDC)